# 宮徹
宮 徹（みや とおる、1960年7月11日 - ）は日本中央競馬会 (JRA) 栗東トレーニングセンター所属の調教師。

## 略歴
父が競馬好きで、阪神競馬場に連れて行ってもらったのが競馬へのきっかけである。
1981年3月馬事公苑騎手長期課程を修了し栗東・田中四郎厩舎所属の騎手としてデビュー。
以降引退までの16年間、途中2度のフリー転向を含め古川平・大久保正陽などの有力厩舎を渡り歩き、通算で136勝をマーク。またデビュー初年度の小倉3歳ステークスをはじめ1986年・1989年菊花賞など重賞競走にも10戦あまり騎乗しているが勝ち鞍を挙げるまでには至らず、1982年のスワンステークス2着が最高成績となっている。
1996年調教師免許の取得にともない同年2月をもって現役を引退、翌年栗東に厩舎を開業。その初年度にアインブライドで阪神3歳牝馬ステークスを制し騎手時代に成し得なかった重賞勝利をGIで遂げたほか、1999年から2000年にかけてはマイターンが中央競馬・地方競馬双方で活躍するなど、調教師転向後は多くの実績馬を輩出している。

## 騎手成績
|      | 1着 | 2着 | 3着 | 騎乗数 | 勝率 | 連対率 |
| ---- | --- | --- | --- | ------ | ---- | ------ |
| 平地 | 136 | 157 | 173 | 2285   | .060 | .128   |

|                | 日付          | 競走名    | 競馬場 | 馬名             | 頭数 | 人気 | 着順 |
| -------------- | ------------- | --------- | ------ | ---------------- | ---- | ---- | ---- |
| 初騎乗・初勝利 | 1981年3月1日  | 4歳未勝利 | 阪神   | エプソムクイーン | 6頭  | 2    | 1着  |
| 重賞初騎乗     | 1981年8月30日 | 小倉3歳S  | 小倉   | バラシアグリーム | 16頭 | 14   | 7着  |
| GI初騎乗       | 1986年11月9日 | 菊花賞    | 京都   | アラオスイセイ   | 21頭 | 18   | 19着 |

## 調教師成績
|            | 日付           | 競馬場・開催  | 競走名       | 馬名             | 頭数 | 人気 | 着順 |
| ---------- | -------------- | ------------- | ------------ | ---------------- | ---- | ---- | ---- |
| 初出走     | 1997年3月2日   | 1回阪神4日9R  | ゆきやなぎ賞 | メジロシェルティ | 7頭  | 5    | 7着  |
| 初勝利     | 1997年7月26日  | 2回函館7日1R  | 3歳未勝利    | シャインポイント | 9頭  | 1    | 1着  |
| 重賞初出走 | 1997年5月3日   | 3回京都5日11R | アンタレスS  | ホウエイコスモス | 16頭 | 15   | 16着 |
| GI初出走   | 1997年10月26日 | 4回東京8日10R | 天皇賞（秋） | ホウエイコスモス | 16頭 | 13   | 14着 |
| GI初勝利   | 1997年11月30日 | 5回阪神2日11R | 阪神3歳牝馬S | アインブライド   | 16頭 | 7    | 1着  |

### おもな管理馬
※括弧内は当該馬の優勝重賞競走、太字はGI級競走。また競走名は出走当時のもの。
- アインブライド（1997年阪神3歳牝馬ステークス）
- マイターン（1999年ウインターステークス、2000年ダイオライト記念、オグリキャップ記念）
- マイネルブライアン（2000年グランシャリオカップ、シリウスステークス、2003年群馬記念）
- コスモフォーチュン（2006年北九州記念）
- コスモプラチナ（2009年マーメイドステークス）
- コパノジングー（2010年目黒記念）
- コスモファントム（2011年中山金杯、中日新聞杯）
- コパノリチャード（2013年アーリントンカップ、スワンステークス、2014年阪急杯、高松宮記念）
- タガノディグオ （2017年兵庫チャンピオンシップ）
- テーオーエナジー（2018年兵庫チャンピオンシップ）

## おもな厩舎スタッフ
太字は門下生。
- 藤岡康太 （2007年-2013年 騎手）